# Юсупово (Раменский район)
Юсу́пово — село в Раменском муниципальном районе Московской области. Входит в состав сельского поселения Ульянинское. Население — 16 чел. (2010).

## Название
В писцовой книге 1577 года и в материалах Генерального межевания XVIII века упоминается как деревня Исупова, в 1862 году — Юсупово (Исупово), позже — Юсупово. Название связано с некалендарным личным именем Юсуп.

## География
Село Юсупово расположено в южной части Раменского района, примерно в 28 км к югу от города Раменское. Высота над уровнем моря 147 м. В 1 км к северу от селу протекает река Ольховка. Ближайший населённый пункт — деревня Юрасово.

## История
В 1926 году деревня входила в Аргуновский сельсовет Чаплыженской волости Бронницкого уезда Московской губернии.
С 1929 года — населённый пункт в составе Бронницкого района Коломенского округа Московской области. 3 июня 1959 года Бронницкий район был упразднён, село передано в Люберецкий район. С 1960 года в составе Раменского района.
До муниципальной реформы 2006 года село входило в состав Ульянинского сельского округа Раменского района.

## Население
| 1926 | 2002 | 2010 |
| ---- | ---- | ---- |
| 87   | ↘7   | ↗16  |

В 1926 году в селе проживало 87 человек (25 мужчин, 62 женщины), насчитывалось 22 крестьянских хозяйства. По переписи 2002 года — 7 человек (4 мужчины, 3 женщины).